# Paralithodes brevipes
Paralithodes brevipes is een tienpotigensoort uit de familie van de Lithodidae. De wetenschappelijke naam van de soort is voor het eerst geldig gepubliceerd in 1841 door H. Milne Edwards & Lucas.